# Герга, Ли
Ли Герга (англ. Lee Gurga; род. 1949) — американский поэт-хайдзин.
По профессии зубной врач, живет в городке Линкольн, штат Иллинойс. Публикует хайку и статьи о них с 1981 г. В 1997 г. исполнял обязанности президента Американского общества хайку. С 2002 г. главный редактор журнала «Современное хайку» (англ. Modern haiku).
Опубликовал пять сборников собственных хайку и три книги переводов современных японских хайку (в соавторстве с Эмико Миясита). В 2003 г. выпустил книгу «Хайку: Путеводитель для поэта» (англ. Haiku: A Poet's Guide; Lincoln, Illinois: Modern Haiku Press; 170 + xiv pp. ISBN 0-9741894-0-5) — подробный очерк современных взглядов на хайку на Западе, удостоенный премии Американского общества хайку за лучшую критическую книгу года.
Некоторые стихи Герги перевёл на русский язык Михаил Бару.

## Книги
- a mouse pours out (1988)
- The Measure of Emptiness (1991)
- dogs barking (1996)
- In and Out of Fog (1997)
- Fresh Scent (1998)